# Tristan de Lange
Tristan de Lange (ur. 15 czerwca 1997) – namibijski kolarz szosowy i górski. Olimpijczyk (2020).

## Osiągnięcia

### Kolarstwo szosowe
Opracowano na podstawie:

2015
- 1. miejsce w mistrzostwach Namibii juniorów (jazda indywidualna na czas)
- 1. miejsce w mistrzostwach Namibii juniorów (start wspólny)
- 3. miejsce w mistrzostwach Afryki juniorów (jazda drużynowa na czas)

2020
- 2. miejsce w mistrzostwach Namibii (start wspólny)

2021
- 2. miejsce w mistrzostwach Namibii (start wspólny)

### Kolarstwo górskie
Opracowano na podstawie:
2015
- 1. miejsce w mistrzostwach Afryki (cross-country)

## Rankingi

### Kolarstwo szosowe
| Rok             | 2019  | 2020 | 2021  | 2022 | 2023  |
| --------------- | ----- | ---- | ----- | ---- | ----- |
| World Ranking   | 2231. | 503. | 1190. | -    | 1113. |
| UCI Africa Tour | 129.  | 13.  | 52.   | -    | 59.   |
|                 |       |      |       |      |       |
| Źródło: UCI     |       |      |       |      |       |